# Çakmak-Talsperre
Die Çakmak-Talsperre (türkisch Çakmak Barajı) befindet sich 30 km südöstlich der Provinzhauptstadt Samsun und 15 km südwestlich von Çarşamba in der nordtürkischen Provinz Samsun am Flusslauf des Abdal Deresi.
Die Talsperre liegt am Fuße des Pontischen Gebirges.
Sie wurde in den Jahren 1985–1988 als Erdschüttdamm errichtet und dient der Trinkwasser- und Brauchwasserversorgung.
Der Staudamm hat eine Höhe von 45 m und besitzt ein Volumen von 2,6 Mio. m³. Der zugehörige Stausee bedeckt eine Fläche von 6,28 km² und besitzt ein Speichervolumen von 106,5 Mio. m³. Der Abdal Deresi mündet 20 km flussabwärts am Flughafen von Samsun ins Schwarze Meer.